# گالیس (اورگن)
گالیس (به انگلیسی: Galice) یک منطقهٔ مسکونی در ایالات متحده آمریکا است که در شهرستان جوزفین، اورگن واقع شده‌است.